# Sciophila corlutea
Sciophila corlutea är en tvåvingeart som beskrevs av Chandler och Blasco-zumeta 2001. Sciophila corlutea ingår i släktet Sciophila och familjen svampmyggor. Inga underarter finns listade i Catalogue of Life.